# Mazzorbo
Mazzorbo é uma ilha no norte da Lagoa de Veneza, ligada a Burano por uma ponte. Foi antigamente um importante centro de comércio, mas hoje é conhecida pelas sulas vinhas e pomares. A sua maior atracção é a Igreja de Santa Catarina, do século XIV, e um conjunto de casas coloridas, desenhado em 1979 por Giancarlo De Carlo.